# Missile anti-sous-marin

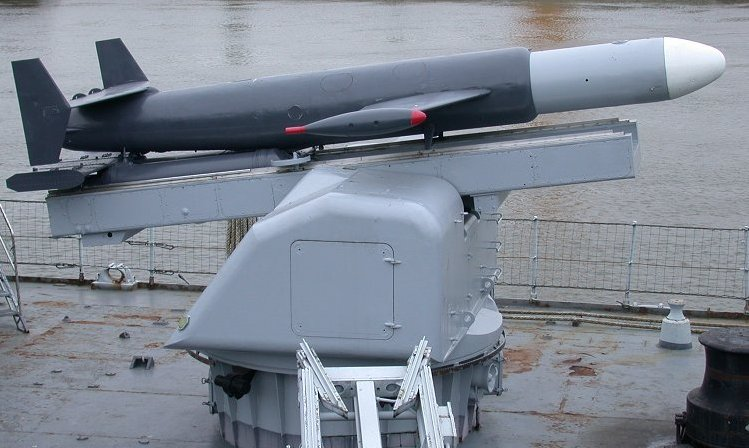
Le Malafon

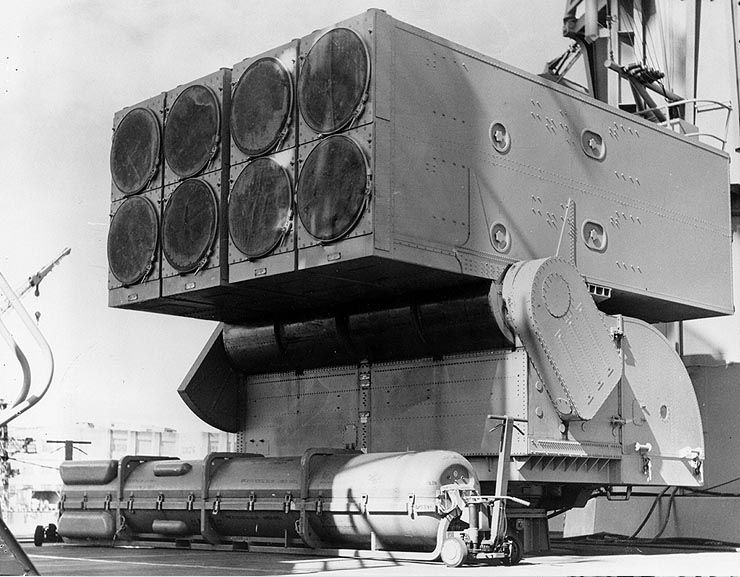
RUR-5 ASROC

Le missile anti-sous-marin, aussi nommé « missile lance-torpille » est un élément de lutte anti-sous-marine fait pour être tiré depuis un navire sur un sous-marin. Il permet également de tirer une torpille aérienne à l'aide d'un dispositif propulseur supplémentaire pour le changement de milieu.

## Historique
Les études concernant ce type d'armes ont débuté au début des années 1950 et les premiers systèmes opérationnels entrent en service la décennie suivante.
Les États-Unis employaient le UUM-44 SUBROC à charge nucléaire et qui agissait en coulant tout comme une grenade anti-sous-marine. Un impact direct n'était alors pas nécessaire.

## Exemples
- États-Unis
  - RUM-139 VL-ASROC
  - RUR-5 ASROC
  - UUM-44 SUBROC
- Chine
  - CY Series
- Royaume-Uni /  Australie
  - Ikara
- Union soviétique /  Russie
  - 3M-54 Club
  - SS-N-14
  - SS-N-16
  - SS-N-29 (en)
  - RPK-6 Vodopad/RPK-7 Veter
  - RPK-2 Viyuga
- France
  - Malafon
- Italie
  - MILAS

- Norvège
  - Terne ASW (en)
- Japon
  - Type 07 Vertical Launched ASROC (en)
- Corée du Sud
  - Hong Sang Eo (Red Shark)
- Inde
  - Indigenous Anti-Submarine Missile